# Oisterwijk (stacja kolejowa)
Oisterwijk (ned: Station Oisterwijk) – stacja kolejowa w Oisterwijk, w prowincji Brabancja Północna, w Holandii. Stacja znajduje się na linii Breda – Eindhoven, 6 km na wschód od Tilburga.

## Linie kolejowe
- Linia Breda – Eindhoven

## Połączenia
- 5200 Sprinter Tilburg Universiteit – Tilburg – Oisterwijk – Boxtel – Eindhoven